# 니시타니 마사야
니시타니 마사야(일본어: 西谷 正也, 1978년 9월 6일 ~ )는 일본의 전 축구 선수이다.

## 구단 경력
과거 세레소 오사카, 비셀 고베, 베갈타 센다이, 우라와 레즈, 콘사돌레 삿포로에서 활동하였다.

## 국가대표팀 경력
그는 1995년 FIFA U-17 세계 축구 선수권 대회에 참가할 일본 U-17 국가대표팀에 선발되었으나 경기에 출전하지는 못하였다.